# ブラジルの映画

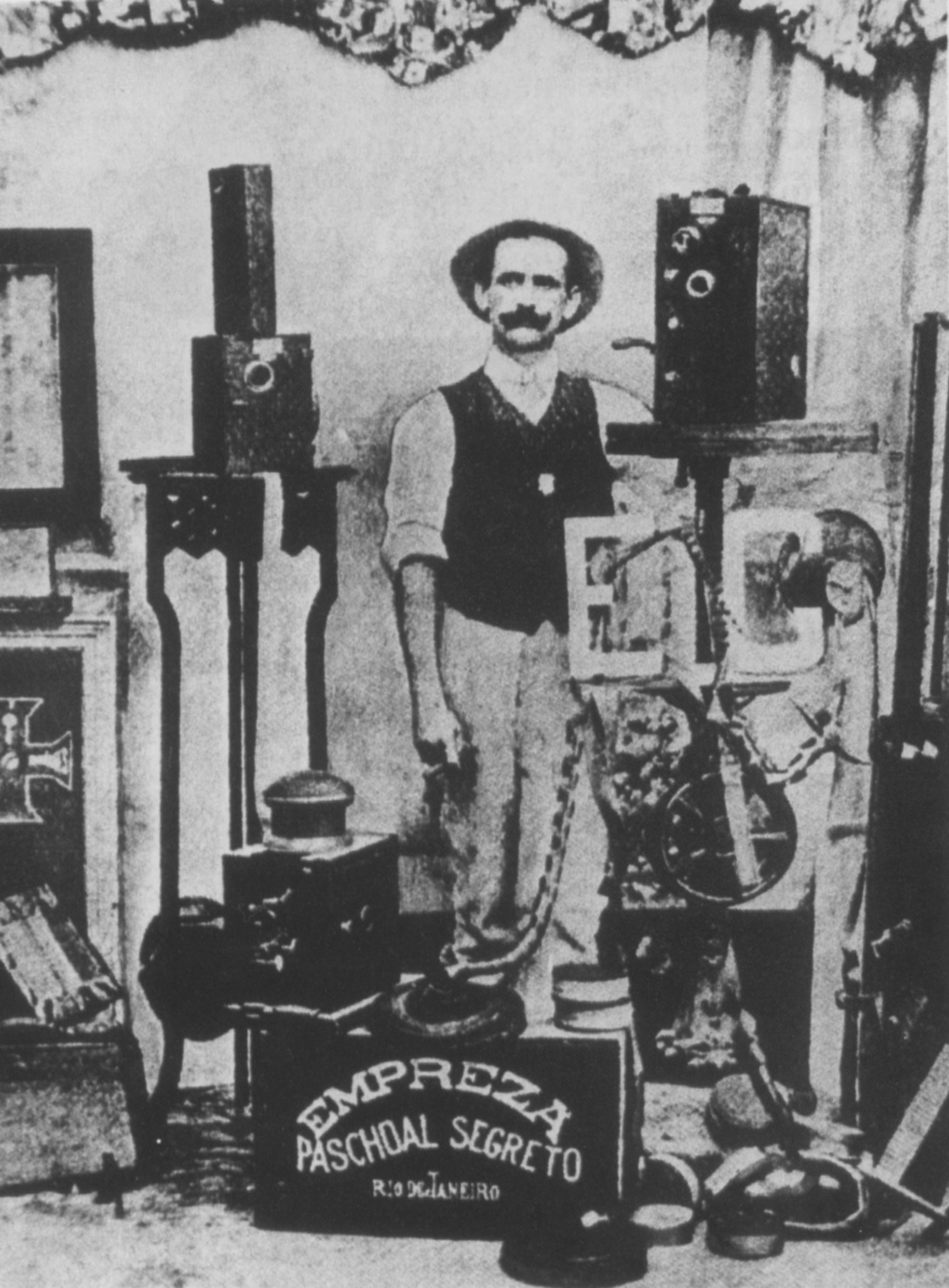
ブラジルにリュミエール式カメラを導入したイタリア人・アフォンソ・セグレト、1890年

ブラジルの映画（ブラジルえいが、ポルトガル語:Cinema do Brasil）は、ブラジルの資本と人材によって製作された映画である。本項ではブラジル合衆国時代から現在のブラジル連邦共和国までの映画産業、および映画史について述べる。

## 歴史

### 黎明期
ブラジルの映画は19世紀末にその歴史を遡る。1896年（明治29年）7月8日、リオデジャネイロのオウヴィドル街で、フランスのリュミエール兄弟の映画の興行が行なわれたのが最初である。1898年（明治31年）6月には、イタリアから移住したアフォンソ・セグレトによって、ブラジルで最初の映像として、グアナバラ湾の実景が撮影された。スペインから移住したフランシスコ・セハドールが、最初の映画館チェーンを築いた。
1908年（明治41年）、最初の劇映画『アナスタシオ爺さんの旅行』（Nhô Anastácio Chegou de Viagem）が製作、公開された。
1913年（大正2年）にフランチェスコ・サントスによって最初の長編映画『パナオスの犯罪』が製作された。1925年（大正14年）にはサンパウロにシネクラブが創設され、1930年代にはブラジルサイレント映画で最も高く評価されているマリオ・ペイショト監督の『限界』(1931)が製作された。ブラジルのサイレント映画はウンベルト・マウロ、アデマル・ゴンザーガ共同監督の『残酷な首枷』(1933)によって最後を迎えた。

### トーキーの時代
1930年代には、アデマル・ゴンザーガ監督、カルメン・ミランダ主演の『アロー・アロー・ブラジル』(1934)が国際的に成功した。
1940年代から1950年代にかけてはハリウッド映画が国内で影響力を保った。1941年（昭和16年）、映画製作会社アトランティダ・シネマトグラフィカが設立される。1949年（昭和24年）には、映画製作会社ヴェラ・クルス映画社がサンパウロに設立されるが、1954年（昭和29年）には破産する。
1950年代には国際的に評価を集めたリマ・バヘット監督の『カンガセイロ』(1952)や、後のシネマ・ノーヴォ運動に繋がるネルソン・ペレイラ・ドス・サントス監督の『リオ40度』(1955)などが製作された。しかし、国産映画に比べてハリウッド映画の影響力は圧倒的だった。 

### 新映画運動
1960年代に入るとキューバ革命フランスのヌーヴェルヴァーグやイタリアのネオレアリズモの影響により、ラテンアメリカ映画の新時代が始まった。リオデジャネイロの若者の間に興った映画運動であるシネマ・ノーヴォは、三期に分けられ、それぞれ1960年からブラジル・クーデタ勃発の1964年までが第一期、1964年から軍政令第五号発令の1968年までが第二期、1968年からシネマ・ノーヴォ終焉の1972年までが第三期となる。シネマ・ノーヴォ運動からは、ネルソン・ペレイラ・ドス・サントス監督の『乾いた生活』(1963)、『わたしが食べたフランス人』(1970)、ルイ・ゲーハ監督の『銃』(1963)、『神々と死者』(1970)、グラウベル・ローシャ監督の『太陽の地の神と悪魔』(1964)、『狂乱の大地』(1967)、『アントニオ・ダス・モルテス』、パウロ・セーザル・サラセニ監督の『挑戦』(1965)、グスターヴォ・ダリ監督の『勇ましい勇士』、ジョアキン・ペドロ・デ・アンドラーデ監督の『マクナイーマ』(1969)などが製作された。

### 1970年代以降
1976年（昭和51年）、サンパウロ国際映画祭が開始される。
シネマ・ノーヴォ運動終焉の後は、ジョゼ・デ・アレンカール原作、ジョルジェ・ボダンスキ監督の『イラセーマ』(1974)、ジョルジェ・アマード原作、ブルーノ・バレット監督の『ドナ・フロールとふたりの夫』(1976)、『ガブリエラ』(1984)、グラシリアーノ・ラモス原作、ネルソン・ペレイラ・ドス・サントス監督の『牢獄の思い出』(1983)、マヌエル・プイグ原作、エクトール・バベンコ監督の『蜘蛛女のキス』(1985)など文学作品を原作にしたものや、アマゾン開発問題を扱ったカルロス・ヂエギス監督の『バイバイ、ブラジル』(1979)、日本移民を扱ったチズカ・ヤマザキ監督の『ガイジン、自由への道』(1979)といった映画が製作された。

### 危機を乗り越えて
映画産業の危機を受けて1990年（平成2年）3月にフェルナンド・コーロル大統領によってブラジル映画配給公社が廃止され、一切の公的支援を廃止、製作本数はゼロに失墜した。
1993年以降ブラジル映画は回復の様相を見せ、ブルノ・バヘット監督の『クアトロ・ディアス』(1997)、ヴァルテル・サレス監督、フェルナンダ・モンテネグロ主演の『セントラル・ステーション』(1998)、カルロス・ヂエギス監督の『オルフェ』(1999)など、ブラジルから地球を半周した日本でも劇場公開された質の高い映画が製作された。
1995年の時点で、2000本の映画がブラジルで製作されていた。
2001年（平成13年）、ブラジル国立映画庁がリオデジャネイロに設立された。

## おもな映画会社
- シネヂア （pt:Cinédia）
- アトランティダ・シネマトグラフィカ （pt:Atlântida Cinematográfica）
- ヴェラ・クルス映画社 （pt:Companhia Cinematográfica Vera Cruz）
- ブラジル映画配給公社（pt:Embrafilme）

## おもな映画監督
- アフォンソ・セグレト （Afonso Segreto [10]）
- フランチェスコ・サントス
- マリオ・ペイショト （en:Mário Peixoto）
- ウンベルト・マウロ （en:Humberto Mauro）
- アデマル・ゴンザーガ （pt:Adhemar Gonzaga）
- リマ・バヘット （en:Lima Barreto (director)）
- ネルソン・ペレイラ・ドス・サントス （ネウソン・ペレイラ・ドス・サントス）
- ルイ・ゲーハ
- グラウベル・ローシャ
- パウロ・セーザル・サラセニ （pt:Paulo César Saraceni）
- グスターヴォ・ダリ （pt:Gustavo Dahl）
- ジョアキン・ペドロ・デ・アンドラーデ （en:Joaquim Pedro de Andrade）
- ジョルジェ・ボダンスキ （Jorge Bodanzky [11]）
- エクトール・バベンコ
- カルロス・ヂエギス （en:Carlos Diegues）
- チズカ・ヤマザキ （en:Tizuka Yamasaki）
- ブルノ・バヘット （en:Bruno Barreto）
- ヴァルテル・サレス （ヴァウテル・サレス・ジュニオル、あるいはウォルター・サレス）
- アンセルモ・ドゥアルテ
- シコ・ブアルキ
- アナ・レゼンデ
- フェルナンド・メイレレス

## おもな俳優
- ヘーペ・カマルゴ
- ロナルド・ゴリアテ
- イヴェッチ・サンガロ
- ロドリゴ・サントロ
- ジョ・ソアレス
- アンセルモ・ドゥアルテ
- アリシー・ブラガ
- ソニア・ブラガ
- ナイール・ベロ
- シーラ・メロ
- カルメン・ミランダ （en:Carmen Miranda）
- フェルナンダ・モンテネグロ
- アドリアナ・リマ

## おもな映画
- カンガセイロの最後
- セントラル・ステーション
- シティ・オブ・ゴッド
- エリート・スクワッドシリーズ

## おもな映画祭
- サンパウロ国際映画祭
- ブラジリア映画祭 （en:Festival de Brasília）
- グラマド映画祭 （en:Festival de Gramado）
- リオ映画祭 （en:Festival do Rio）
- レシフェ映画祭 （en:Recife Cinema Festival）